# Kathrin Kadelbach
Kathrin Kadelbach (* 1. August 1983 in Berlin) ist eine deutsche Seglerin in der 470er-Klasse.

## Leben
Kathrin Kadelbach hat ihr Studium der Medienwissenschaft, Politik und Philosophie abgeschlossen und studiert mittlerweile Betriebswirtschaftslehre für Spitzensportler. Sie startet für den Verein Seglerhaus am Wannsee und wird seit 2012 von Ruslana Taran trainiert. Kadelbach stammt aus einer erfolgreichen Seglerfamilie. Vater Achim Kadelbach und Großvater Hans Kadelbach nahmen als Segler an Olympischen Spielen teil. Zunächst segelte sie in der 420er Jolle, gewann dort 2000 und 2003 Silbermedaillen bei den Junioreneuropameisterschaften.
Seit 2003 trat Kadelbach als Steuerfrau mit Saskia Schröder als Vorschoterin in der 470er-Klasse der Frauen an. Bei den Europameisterschaften 2003 in Brest wurden sie 27., bei den Weltmeisterschaften in Cadiz 25. Die Weltmeisterschaften 2004 in Zadar beendete das Dua als 40. die Europameisterschaften in Warnemünde als 24. Gut verliefen die beiden folgenden Europameisterschaften in Gdynia und Balatonfüred, bei denen Kadelbach/Schröder den 13. und den 19. Platz belegten. Weniger gut war das Resultat bei den letzten gemeinsamen Weltmeisterschaften 2006 in Rizhao, bei denen sie 35. wurden.
Ende 2006 wurde Friederike Belcher, damals noch Friederike Ziegelmayer, neue Vorschoterin Kadelbachs. Die geborene Deutsche war zu dieser Zeit Australierin und für den australischen Verband startberechtigt. Belchers Großvater Rolf Mulka gewann gemeinsam mit Kadelbachs Vater bei den Olympischen Sommerspielen 1960 in Rom eine Bronzemedaille im Segeln. Erfolge stellten sich schnell ein, so gewannen Kadelbach/Belcher die Australischen Meisterschaften und die Sydney International Regatta. Bei den Europameisterschaften 2007 in Thessaloniki wurden sie 15. Der Versuch bei internationalen Meisterschaften zu starten scheiterte jedoch zunächst am australischen Verband, der Belcher nicht freigeben wollte. Der Streit ging bis vor den Court of Arbitration in Lausanne, doch vor den Weltmeisterschaften 2007 setzte der australische Verband eine Sperre durch. Diese konnte sechs Monate vor den Olympischen Sommerspielen 2008 in Peking aufgehoben werden, doch hatte das Team nun keine Chance mehr zur Qualifikation, obwohl sie bei den Weltmeisterschaften in Melbourne als Zehntplatzierte die Top Ten erreichten. 2009 wurden Kadelbach/Belcher Deutsche Meister. Anschließend widmeten sich beide ihren Studien und schlossen diese bis 2010 ab. In Melbourne gewann sie nach ihrer Rückkehr einen Weltcup. Bei ihren nächsten Weltmeisterschaften 2010 in Den Haag wurden sie 14., bei den Europameisterschaften 2011 in Helsinki 15. und bei den Weltmeisterschaften des Jahres in Perth 28. Trotz der vergleichsweise mittelmäßigen Platzierung konnte sich das Duo mit dem Ergebnis für die Olympischen Sommerspiele 2012 in London qualifizieren. In Travemünde gewannen sie zudem die Internationalen Deutschen Meisterschaften. Besser lief es für Kadelbach/Belcher wieder bei den Weltmeisterschaften 2012 in Barcelona, wo sie den 12. Platz erreichten.
Anfang Oktober 2012 trennte sich das Team Kadelbach / Belcher. 2013 erhielt sie „die goldenen Ehrennadel des Berliner Segler-Verbandes für ihre Teilnahme an den Olympischen Spielen 2012 und ihre seglerischen Erfolge“.